# Hanwell (Nouveau-Brunswick)
Pour les articles homonymes, voir Hanwell.
Hanwell est une communauté rurale située dans la commission de services régionaux 11, au centre du Nouveau-Brunswick, au Canada.

## Toponyme
Hanwell fut nommé ainsi par Thomas Baillie, originaire d'Hanwell, près de Londres, et qui emporta des immigrants Irlandais ici en 1825. Le DSL comprend aussi le hameau de Yoho, dont l'origine du nom n'est pas connue.

## Histoire
Hanwell est fondé avant 1825 sur de mauvaises terres agricoles situées le long de la route de Fredericton à Saint-Andrews. Les premiers habitants sont une vingtaine de familles irlandaises probablement amenés par Hugh Baillie. Yoho est fondé vers 1847.
Un plébiscite est tenu en décembre 2013 sur la constitution de Hanwell est communauté rurale. La population vote majoritairement en faveur de la proposition, un conseil communautaire est élu le 12 mai 2014 et la nouvelle municipalité est constituée le 23 mai 2014. Dans le cadre de la réforme de la gouvernance locale du 1er janvier 2023, une partie du district de services locaux (DSL) de la paroisse de Kingsclear est annexé à la communauté rurale.

## Démographie
(septembre 2024).
D'après le recensement de Statistique Canada, il y avait 3812 habitants en 2006, comparativement à 3412 en 2001, soit une hausse de 11,7 %. Il y a 1381 logements privés, dont 1296 occupés par des résidents habituels. Le village a une superficie de 151,43 km2 et une densité de population de 25,2 habitants au kilomètre carré.
| 2011  | 2016  |
| ----- | ----- |
| 4 740 | 4 700 |

## Économie
Entreprise Central NB, membre du Réseau Entreprise, a la responsabilité du développement économique.

## Administration

### Conseil municipal
Conseil municipal
Le conseil municipal actuel est élu lors de l'élection quadriennale du 10 mai 2016.
Premier conseil municipal
Des élections partielles sont organisées le 12 mai 2014 afin d'élire le premier conseil municipal. Susan Cassidy est élue mairesse par acclamation. L'un des trois conseillers de quartiers est aussi élu par acclamation, de même que les deux conseillers généraux. Il n'y a aucun candidat dans le quartier 4. 11,63 % des électeurs se présentent aux urnes.
| Mandat      | Fonctions               | Nom(s)                             |
| ----------- | ----------------------- | ---------------------------------- |
| 2014 - 2016 | Mairesse                | Susan Cassidy                      |
| 2014 - 2016 | Conseillers généraux    | Darren MacKenzie, Carla E. M. Ward |
| 2014 - 2016 | Conseillers de quartier |                                    |
| 2014 - 2016 | #1                      | Susan D. E. Jonah                  |
| 2014 - 2016 | #2                      | Holly Hyslop                       |
| 2014 - 2016 | #3                      | Chris Melvin                       |
| 2014 - 2016 | #4                      | Vacant                             |

### Représentation et tendances politiques
(septembre 2024).
 Nouveau-Brunswick: Hanwell fait partie de la circonscription provinciale de York, qui est représentée à l'Assemblée législative du Nouveau-Brunswick par Carl Urquhart, du Parti progressiste-conservateur. Il fut élu lors de l'élection générale de 2006 et réélu à celle de 2010.
 Canada: Hanwell fait partie de la circonscription électorale fédérale de Nouveau-Brunswick-Sud-Ouest, qui est représentée à la Chambre des communes du Canada par Gregory Francis Thompson, ministre des Anciens Combattants et membre du Parti conservateur. Il fut élu lors de la 40e élection fédérale, en 1988, défait en 1993 puis réélu à chaque fois depuis 1997.

## Vivre à Hanwell
Le DSL est inclus dans le territoire du sous-district 10 du district scolaire Francophone Sud. Les écoles francophones les plus proches sont à Fredericton alors que les établissements d'enseignement supérieurs les plus proches sont dans le Grand Moncton.
Hanwell est desservi par la route 2 et la route 640. Le détachement de la Gendarmerie royale du Canada le plus proche est à New Maryland. Le bureau de poste le plus proche est quant à lui à Fredericton.
Les anglophones bénéficient des quotidiens Telegraph-Journal, publié à Saint-Jean, et The Daily Gleaner, publié à Fredericton. Ils ont aussi accès au bi-hebdomadaire Bugle-Observer, publié à Woodstock. Les francophones ont accès par abonnement au quotidien L'Acadie nouvelle, publié à Caraquet, ainsi qu'à l'hebdomadaire L'Étoile, de Dieppe.